# 고전해
고전해(古殿奚, ?~?)는 대가야의 귀족이자 관료이다.

## 생애
대가야가 백제의 기문을 점령하자, 513년 6월에 백제는 장군 저미문귀(姐彌文貴) 등을 왜에 도움을 요청했다.
해당 영토에 관한 논쟁으로 인해 그는 대가야의 상수위로서 백제에 파견되었으며, 백제를 통해 신라를 견제하고 가야연맹의 재건을 도움 받으려했다.